# 遠い呼び声の彼方へ!

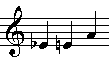

『遠い呼び声の彼方へ！ 』（英: Far calls. coming, far! ） は、武満徹が民主音楽協会の委嘱により1980年に作曲した、ヴァイオリンと管弦楽のための作品。第29回尾高賞を受賞した。

## 概要
タイトルは、ジェイムズ・ジョイスの小説『フィネガンズ・ウェイク』の最後のパラグラフ "Far calls. Coming,far!" からとられている。武満はダブリン市を流れるリフィー河が海に入る光景のイメージから、「ヴァイオリンが調性の海に流れ込んで行く」音楽を構想した。海を表すモチーフ（Es(=S) - E - A）が重要な役割を果たしており、このモチーフは翌年の『ア・ウェイ・ア・ローン』、『海へ』にも用いられている。『武満徹の音楽』の著者ピーター・バートは本作品について、アルバン・ベルクのヴァイオリン協奏曲からの影響を指摘している。
初演は同年の5月24日に行われた民音現代作曲家音楽祭において、アイダ・カヴァフィアンのヴァイオリン、尾高忠明の指揮、東京都交響楽団の演奏で行われた。
娘の武満眞樹に献呈。

## 演奏時間
約15分。

## 楽器編成
独奏ヴァイオリン、フルート3(一番はピッコロ持ち替え）、オーボエ3（3番はイングリュッシュホルン持ち替え）、クラリネット4(3番は小クラリネット、4番はバスクラリネット持ち替え）、2バスーン、コントラバスーン、ホルン4、トランペット3、トロンボーン2、チューバ、ハープ2、チェレスタ、ティンパニ（4個、一人）、打楽器4人（チューブラー・ベル、グロッケンシュピール、ヴィブラフォーン、懸垂シンバル3、アンティークシンバル2、ゴング中）、トムトム3、弦5部（16,14,12,10,8)
ショット社のスコアによる。

## 構成
曲は海(sea)を表す上行形のモチーフによる音名、Es-E-A(変ホ-ホ-イ)が用いられている。ある低回を経てから、基音をハ(C)にもつ主流へと進んで行く。

## 録音
| 指揮者             | 独奏者           | 管弦楽団           | レーベル       | 録音年代 | 備考                     |
| ------------------ | ---------------- | ------------------ | -------------- | -------- | ------------------------ |
| 岩城宏之           | 徳永二男         | NHK交響楽団        | キングレコード | 1983年   | 尾高賞受賞作品シリーズ。 |
| 岩城宏之           | 徳永二男         | NHK交響楽団        | キングレコード | 1990年   | 現代日本の音楽シリーズ。 |
| 岩城宏之           | マイケル・ダウス | メルボルン交響楽団 | RCAビクター    | 1990年   |                          |
| 若杉弘             | 堀米ゆず子       | 東京都交響楽団     | DENON          | 1991年   |                          |
| シャルル・デュトワ | 諏訪内晶子       | NHK交響楽団        | DECCA          | 2001年   |                          |
| パーヴォ・ヤルヴィ | 諏訪内晶子       | NHK交響楽団        | RCAビクター    | 2017年   |                          |